# Karl-Otto Frielinghaus

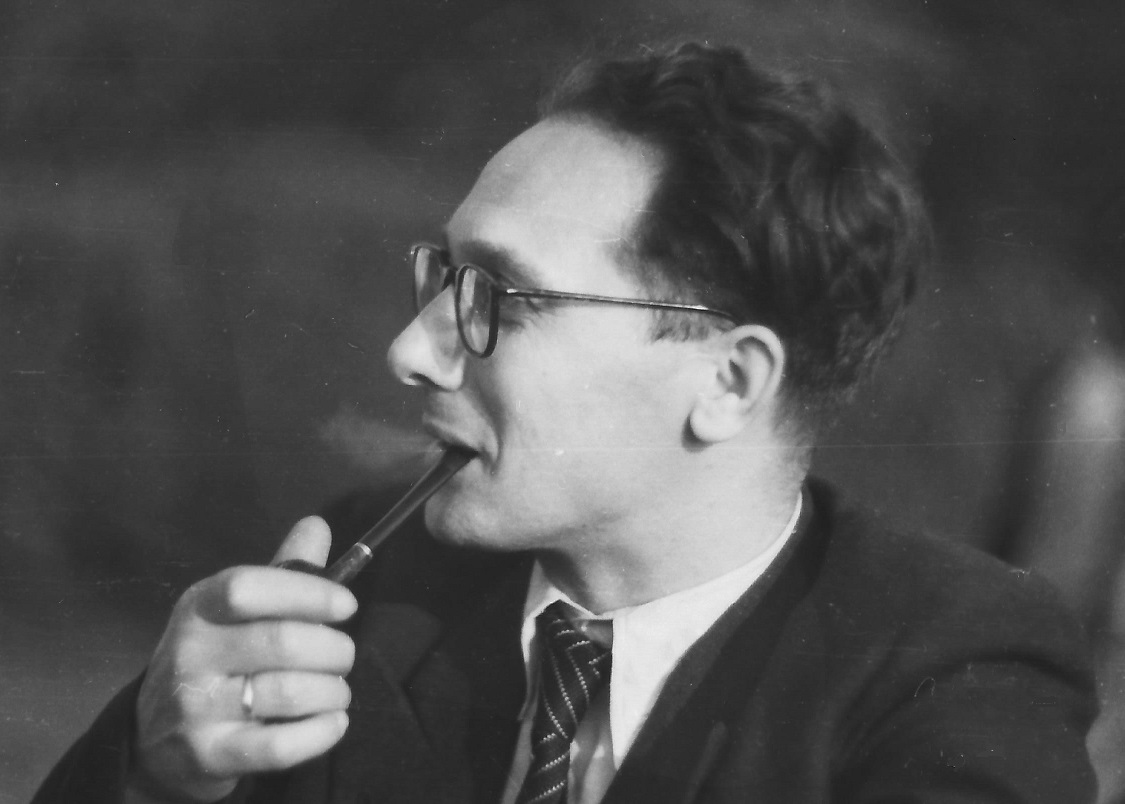
Karl-Otto Frielinghaus, 1959

Karl-Otto Frielinghaus (* 21. Januar 1913 in Mülheim an der Ruhr; † 21. April 2000 in Ilmenau) war ein deutscher Pionier der Kinotechnik und Hochschullehrer.

## Leben
Karl-Otto Frielinghaus studierte an der RWTH Aachen Maschinenbau. 1932 wurde er Mitglied des Corps Marko-Guestphalia Aachen. Nach Abschluss des Studiums und Kriegsteilnahme wurde er zunächst Laboringenieur des Russischen Technischen Büros für Kinematographie in Babelsberg, das von August 1945 bis ca. 1949 bestand. 1952 wurde er an der Technischen Universität Berlin zum Dr.-Ing. promoviert.
Von 1955 bis 1959 leitete er das Betriebslabor des VEB DEFA Studio für Spielfilme in Potsdam-Babelsberg.
1959 wurde er zum Professor mit Lehrauftrag der Hochschule für Elektrotechnik, der späteren Technischen Hochschule Ilmenau ernannt und wurde Direktor des Instituts für Foto- und Kinotechnik. Von 1965 bis 1968 war er kommissarischer Leiter des Instituts für Lichttechnik. 1978 wurde er emeritiert.
Frielinghaus war von 1960 bis 1963 Dekan der Fakultät für Feinmechanik und Optik der Hochschule für Elektrotechnik, von 1963 bis 1964 der gleichen Fakultät nunmehr der TH Ilmenau. Von 1968 bis 1978 war er Dekan der Fakultät für Technische Wissenschaften.
Er forschte insbesondere auf dem Gebiet der Bildstandsfehler bei Laufbildfilmen, weshalb er in Fachkreisen auch der Bildstandspapst genannt wurde. Er betreute in seiner wissenschaftlichen Laufbahn etwa 700 Promotionen.

## Auszeichnungen
- Oskar-Messter-Medaille, 1994[6]

## Schriften
- Über den Einfluß des Filmmaterials auf die Bildstandsgenauigkeit bei der Laufbild-Projektion, 1952
- Normung und Standardisierung in der Kinotechnik. In: Kleine Enzyklopädie Film, 1963
- Einführung in die Lichttechnik, Lehrbrief 1, 1966
- Einführung in die Lichttechnik, Lehrbrief 2, 1966
- Begründung und Realisierung der sendeseitigen Datenspeicherung, eines Verfahrens zur effektiven Informationsübertragung und zur rationellen Gestaltung aufgabenbezogener und komplexer Informationssysteme, 1974 (zusammen mit Klaus Bernstein, Rudolf Geist, K. Merker, G. Voigt)
- Justieren von rotierenden Funktionselementen, 1975 (zusammen mit Heiner Lammert, Franz Grünwald, Friedrich Hansen)